# Ljuben Iliew
Ljuben Iliew Borissow (* 24. Juli 1989) ist ein bulgarischer Ringer. Er gewann bei der Europameisterschaft 2013 eine Bronzemedaille im freien Stil im Halbschwergewicht.

## Werdegang
Ljuben Iliew begann im Alter von zehn Jahren im Jahre 2000 mit dem Ringen, wobei er sich auf den freien Stil konzentriert. Sein Heimatverein ist Levski Sofia. Trainiert wurde bzw. wird er von Walentin Raitschew und Rachmat Sofiadi. Ringen ist z. Zt. auch sein Beruf. In der deutschen Bundesliga ging er bisher für den SV 04 Germania Weingarten und für den KSV Köllerbach an den Start.
In den Jahren 2008 und 2009 beteiligte er sich an drei internationalen Juniorenmeisterschaften. Dabei gewann er bei der Junioren-Europameisterschaft 2009 in Tiflis im Mittelgewicht hinter Koloi Kortojew, Russland und Dato Marsagischwili, Georgien, eine Bronzemedaille.
Bei den Senioren kam er in den Jahren 2010 bis 2012 wegen der starken Konkurrenz im eigenen Lande, vor allem an Michail Ganew kam er nicht vorbei, noch zu keinen Einsätzen bei internationalen Meisterschaften. Er wurde aber in den Jahren 2010 und 2011 im Mittelgewicht und 2012 in Halbschwergewicht jeweils bulgarischer Meister. 2013 belegte er im Halbschwergewicht bei dieser Meisterschaft hinter Georgi Sredkow und Atanas Gazepow den 3. Platz.
2013 wurde er in Tiflis erstmals bei einer internationalen Meisterschaft der Senioren eingesetzt. Er erkämpfte sich dort im Halbschwergewicht, nach einer Niederlage gegen Pawlo Oleinik, Ukraine, mit Siegen in der Trostrunde über Jozef Jaloviar, Slowakei und Egson Schalwa, Albanien, eine Bronzemedaille.

## Internationale Erfolge
| Jahr | Platz | Wettbewerb                                      | Gewichtsklasse | Ergebnisse |
| 2008 | 4.    | "Dan Kolow & Nikola Petrow"-Memorial in Sofia   | Welter         | hinter Gheorghiță Ștefan, Rumänien, Michail Ganew und Iwan Deliwerski, beide Bulgarien                                 |
| 2008 | 5.    | Junioren-EM in Kosice                           | Welter         | Sieger: Aligadschi Gamidgadschijew, Russland vor Dan Palinkas, Slowakei                                                |
| 2009 | 3.    | Junioren-EM in Tiflis                           | Mittel         | hinter Koloi Kortojew, Russland und Dato Marsagischwili, Georgien                                                      |
| 2009 | 14.   | Junioren-WM in Ankara                           | Mittel         | Sieger: Koloi Kortojew vor Aslanbek Alborow, Aserbaidschan                                                             |
| 2010 | 2.    | "Dan Kolow & Nikola Petrow"-Memorial in Burgas  | Mittel         | hinter Miroslaw Gotschew, Bulgarien, vor Radoslaw Marcinkiewicz, Polen und Namik Korkmaz, Türkei                       |
| 2011 | 1.    | "Dan Kolow & Nikola Petrow"-Memorial in Burgas  | Mittel         | vor Maciej Balawender, Polen, Fırat Binici, Türkei und Ilja Chakinkojew, Aserbaidschan                                 |
| 2011 | 9.    | Welt-Cup in Machatschkala                       | Mittel         | Sieger: Naurus Srapilewitsch Temresow, Aserbaidschan vor Reineri Salas Perez, Kuba                                     |
| 2012 | 5.    | "Moscow Lights"                                 | Halbschwer     | Sieger: Schamil Achmedow vor Juri Belonowski, beide Russland                                                           |
| 2013 | 10.   | "Dan Kolow & Nikola Petrow"-Memorial in Plowdiw | Halbschwer     | Sieger: Wynn Michalak vor Jakob Varner, beide USA                                                                      |
| 2013 | 3.    | EM in Tiflis                                    | Halbschwer     | nach einer Niederlage gegen Pawlo Oleinik, Ukraine und Siegen über Jozef Jaloviar, Slowakei und Egson Schala, Albanien |

## Bulgarische Meisterschaften
| Jahr | Platz | Gewichtsklasse | Ergebnisse                                                       |
| 2010 | 1.    | Mittel         | vor Krasimir Samardschiew, Wladimir Petkow und Miroslaw Gotschew |
| 2011 | 1.    | Mittel         | vor Miroslaw Gotschew, Borislaw Dobrew und Wladimir Petkow       |
| 2012 | 1.    | Halbschwer     |                                                                  |
| 2013 | 3.    | Halbschwer     | hinter georgi Sredkow und Atanas Gazepow                         |

## Erläuterungen
- alle Wettbewerbe im freien Stil
- WM = Weltmeisterschaft, EM = Europameisterschaft
- Weltergewicht, Gewichtsklasse bis 74 kg, Mittelgewicht, bis 84 kg und Halbschwergewicht, bis 96 kg Körpergewicht